# Александр Македонский герой, но зачем же стулья ломать?

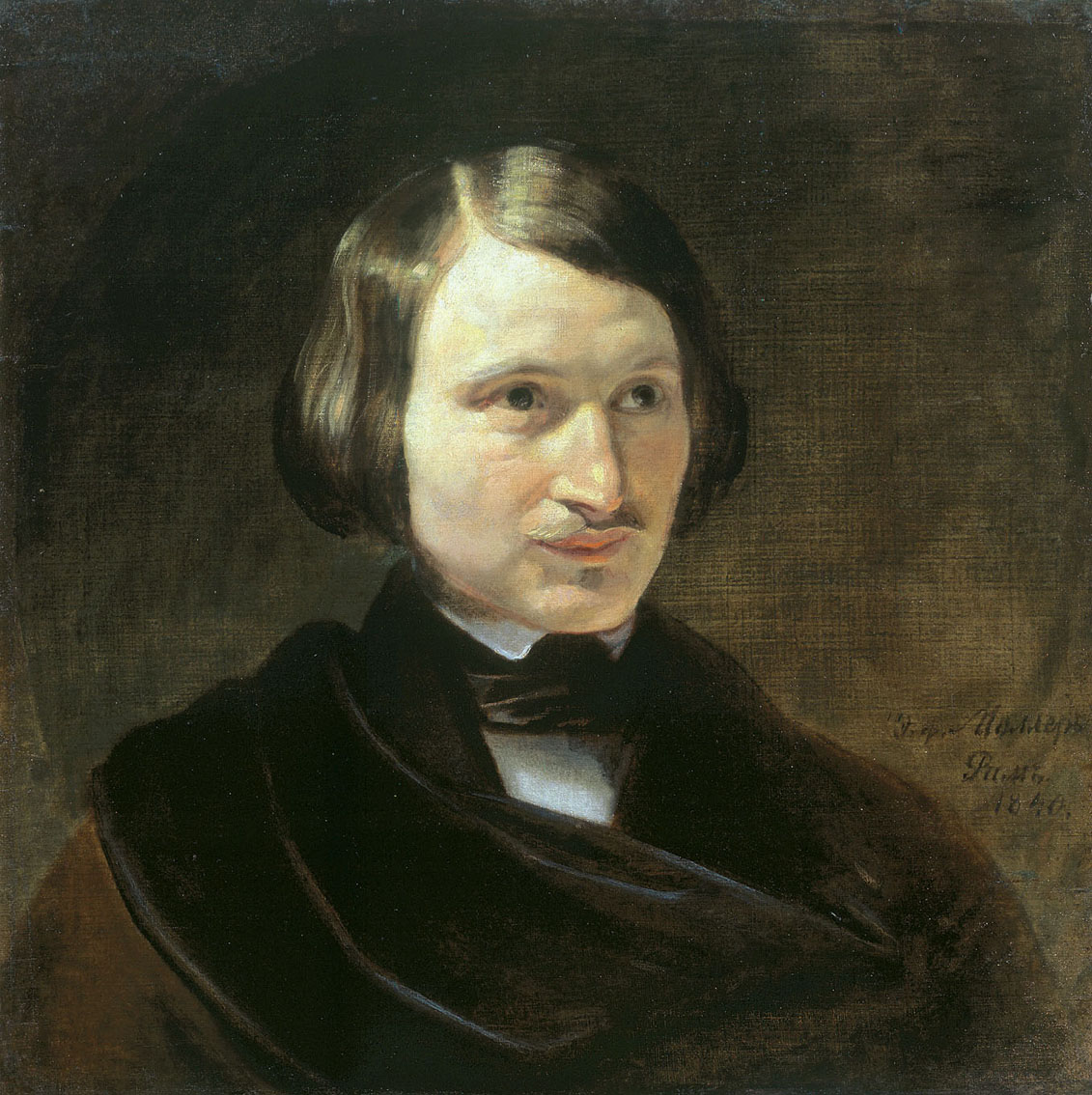
Николай Гоголь

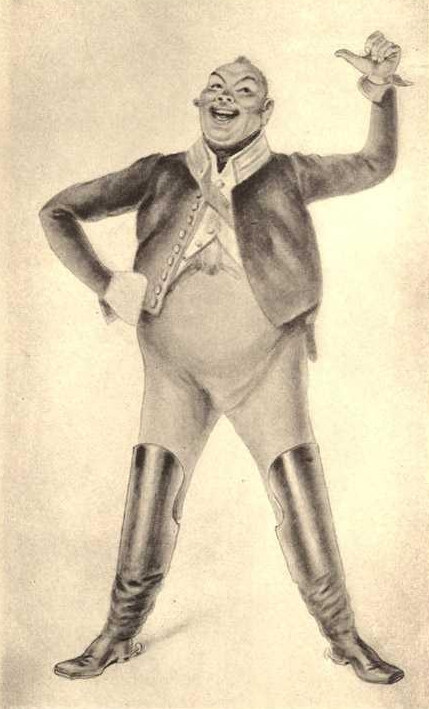
Городничий. Рисунок Петра Боклевского

«Александр Македонский герой, но зачем же стулья ломать?» — крылатое выражение из комедии русского писателя Николая Гоголя «Ревизор». Используется в качестве шутливого указания на чрезмерную эмоциональность.

## Контекст
Фраза употребляется в первом явлении первого действия комедии, опубликованной в 1836 году. Её произносит один из главных персонажей Городничий во время диалога со смотрителем учебных заведений Лукой Лукичом Хлоповым, описывая эмоционального учителя истории, очень увлечённого предметом и, в частности, фигурой легендарного полководца, создателя древней Македонской империи Александра Македонского.
Он учёная голова — это видно, и сведений нахватал тьму, но только объясняет с таким жаром, что не помнит себя. Я раз слушал его: ну, покамест говорил об ассириянах и вавилонянах — ещё ничего, а как добрался до Александра Македонского, то я не могу вам сказать, что с ним сделалось. Я думал, что пожар, ей-Богу! Сбежал с кафедры и что силы есть хвать стулом об пол. Оно, конечно, Александр Македонский герой, но зачем же стулья ломать? от этого убыток казне.
В следующей реплике Лука Лукич, также знакомый с этим учителем, подтверждает сказанное Городничим: 
Да, он горяч! Я ему это несколько раз уже замечал... Говорит: «Как хотите, для науки я жизни не пощажу».

## Использование

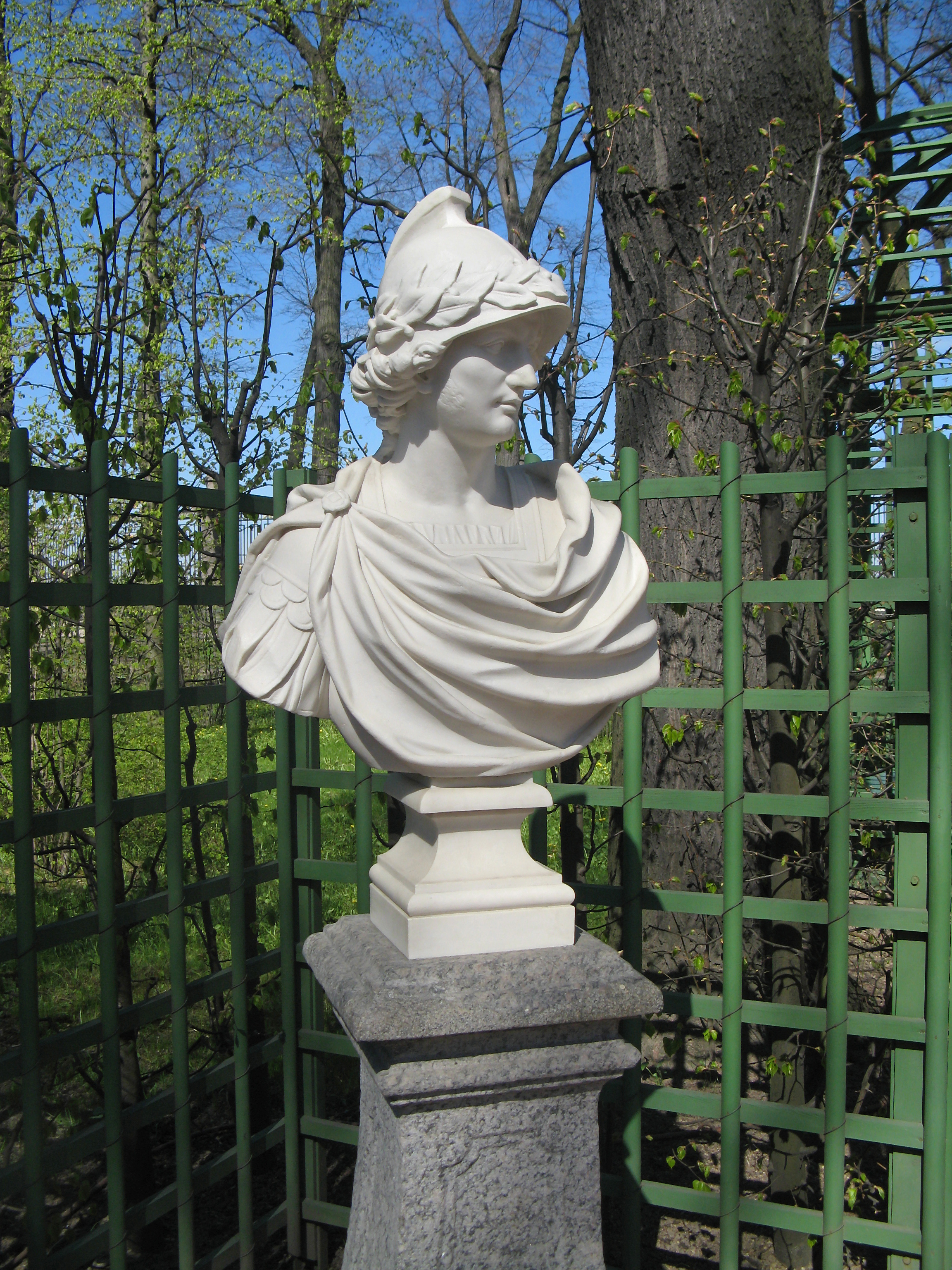
Бюст Александра Македонского в Летнем саду Санкт-Петербурга

Ещё в XIX веке фраза из контекстуального выражения превратилась в прецедентное, используемое и в других художественных произведениях.
В 1904 году выражение фиксируется в «Большом толково-фразеологическом словаре» Морица Михельсона с толкованием «Зачем переходить меру!». Это значение не претерпело изменений с течением времени.

### Художественная литература
В 1861 году фразу использовал писатель Фёдор Достоевский в романе «Униженные и оскорблённые». По сюжету Наташа восторженно реагирует на роман, прочтённый Иваном: она целует ему руку и выбегает из комнаты, однако Анна Андреевна воспринимает её эмоциональность скептически:
Но Анна Андреевна, несмотря на то что во время чтения сама была в некотором волнении и тронута, смотрела теперь так, как будто хотела выговорить: «Оно конечно, Александр Македонский герой, но зачем же стулья ломать?»
Достоевский использовал фразу и в романе «Преступление и наказание», там её произносит Порфирий Петрович:
Разумихин, как нарочно, ещё помог делу.
— Фу, чёрт! — заревел он, махнув рукой, и как раз ударил её об маленький круглый столик, на котором стоял допитый стакан чаю. Всё полетело и зазвенело.
— Да зачем же стулья-то ломать, господа, казне ведь убыток! — весело закричал Порфирий Петрович.
В 1886 году выражение Гоголя в ироническом контексте использовал писатель Антон Чехов в рассказе «Скука жизни».
Александр Македонский великий человек, но стульев ломать не следует, так и русский народ — великий народ, но из этого не следует, что ему нельзя в лицо правду говорить.
Чехов использовал ту же фразу ещё раз в 1890 году в комедии «Леший» — её вторую часть произносит помещик Орловский в ответ на реплику другого помещика Хрущова, который высказывает намерение выкупить лес, лишь бы только он не был срублен.
Извини, Миша, но это даже странно... Ну, ты, положим, идейный человек... покорнейше тебя благодарим за это, кланяемся тебе низко (кланяется), но зачем же стулья ломать?
В 1937 году писатель и драматург Михаил Булгаков вкладывает гоголевскую фразу в первоначальном виде в уста героя пьесы «Бег» Хлудова: он произносит её в споре с Главнокомандующим, когда тот, разозлившись, стучит стулом. Использование ироничной фразы приводит Главнокомандующего в ярость.
В начале 1950-х годов фразу, дополненную тире между подлежащим и сказуемым, применяет в романе «Рождение мыши» советский писатель Юрий Домбровский в контексте лирического конфликта.

### Кинематограф
В изменённом виде фраза используется в советском художественном фильме «Чапаев», снятом в 1934 году режиссёрами братьями Васильевыми. В одном из эпизодов разъярённый Чапаев хватает табурет, чтобы ударить комиссара Фурманова, но, замахнувшись, остывает и разбивает табурет о пол. «Александр Македонский тоже был великий полководец. А зачем же табуретки ломать?» — произносит Фурманов.

### Публицистика
Периодически выражение используется в газетной публицистике. Например, журналистка «Комсомольской правды» Анна Балуева в 2013 году применила его в материале «В Вагановскую Академию едет ревизор». Помимо названия к гоголевской пьесе отсылает и контекст использования.
И вообще, мы живём по Гоголю, у нас везде какой-нибудь грешок да завалялся. А если нет, так это ещё доказать надо. Так что проверок боятся даже лифтёры. «Оно, конечно, Александр Македонский герой, но зачем же стулья ломать?» — сказано на века.